# Desmosanthes (Bulbophyllum)
Desmosanthes: es una sección del género Bulbophyllum perteneciente a la familia de las orquídeas.   La especie tipo es: Bulbophyllum croceum Lindl. 1830
Caracterizado por pseudobulbos llamativos con 2 a más inflorescencias florids, con raquis corto con las flores en una inflorescencia umbelada llevando flores de color blanco, amarillo, naranja o rojo brillante sin púrpura y sépalos y pétalos glabros a papilosos pero no ciliados.

## Especies
1. Bulbophyllum angustifolium (Blume) Lindl. 1830 Malaysia, Sumatra, Java and New Guinea?
2. Bulbophyllum arrectum Kraenzl. 1921 The Philippines.
3. Bulbophyllum bakhuizenii Steenis in A.Hamzah & M.Toha 1972 Nicobar Islands, penninsular Malaysia, Java, Sumatra y Borneo.
4. Bulbophyllum brevipes Ridl. 1903 Malaysia
5. Bulbophyllum brevistylidium Seidenf. 1979 Thailand
6. Bulbophyllum capitatum (Blume) Lindl. 1830 Java, Borneo.
7. Bulbophyllum caudatum Lindley 1829 northeastern India, Nepal y Sikkim.
8. Bulbophyllum cauliflorum Hook.f. 1890 eastern Himalayas, Sikkim y Assam.
9. Bulbophyllum cephalophorum Garay, Hamer y Siegrist 1996 the Philippines.
10. Bulbophyllum compressum Teijsm. & Binn.1862 Sumatra, Java, Borneo and Sulawesi.
11. Bulbophyllum concinnum Hook.f. 1890 Philippines, Thailand, Vietnam, Malaysia, Borneo, India and Singapore.
12. Bulbophyllum corallinum Tixier & Guillaumin 1963 Yunnan China, Vietnam y Tailandia.
13. Bulbophyllum croceum Lindl. 1830 Java, Sumatra.
14. Bulbophyllum diplantherum Carr 1932 Penninsular Malaysia.
15. Bulbophyllum evrardii Gagnep. 1930 Vietnam and Cambodia.
16. Bulbophyllum flammuliferum Ridl. 1898 Penninsular Malaysia and Borneo.
17. Bulbophyllum flavidiflorum Carr 1933 Sumatra a Java
18. Bulbophyllum gamblei Hook. f. 1912 eastern Himalayas, Bhutan, Sikkim and Assam India.
19. Bulbophyllum globulus Hook.f. 1890 penninsular Malaysia.
20. Bulbophyllum kwangtungense Schltr.1924 southern China.
21. Bulbophyllum laxiflorum [Bl.] Lindl. 1830 Thailand, Burma, Laos, Cambodia, Vietnam.
22. Bulbophyllum ledungense Tang & F.T.Wang 1974 Hainan China.
23. Bulbophyllum leptanthum Hook.f. 1890 Assam and the eastern Himalayas.
24. Bulbophyllum longirepens Ridl. 1908 Borneo
25. Bulbophyllum medusae [Lindley]Rchb.f 1861 Sumatra, Java, Borneo y Sulawesi.
26. Bulbophyllum obtusum (Blume) Lindl.1830 Malaysia, Borneo, Java y Sumatra
27. Bulbophyllum odoratissimum [Sm.]Lindley 1828 Assam, Eastern Himalayas, India, Nepal, Bhutan, Sikkim, Myanamar,Thailand, Laos, Vietnam y China.
28. Bulbophyllum ovatum Seidenf. 1979 Tailandia
29. Bulbophyllum planibulbe (Ridl.) Ridl.1907 Penninsular Malaysia, Tailandia, Borneo as well as Sumatra.
30. Bulbophyllum polyrrhizum Lindl. 1830 western Himalayas, Assam, eastern Himalayas, Nepal, Sikkim, India, Myanamar, Yunnan China y Thailand.
31. Bulbophyllum protractum Hook.f. 1890 Assam, Sikkim, Burma, Tailandia y Vietnam.
32. Bulbophyllum reptans (Lindl.) Lindl 1829 , Guangxi, Yunnan and southeastern Xizang China, Sikkim, Bhutan, Assam, Myanamar, Thailand, Laos and Vietnam
33. Bulbophyllum shweliense W.W. Sm. 1921 eastern Himalayas, Bhutan, Yunnan Province China, Vietnam and Tailandia
34. Bulbophyllum simplex J.J.Verm. & P.O'Byrne 2003 Sulawesi.
35. Bulbophyllum stellatum Ames 1912 the Philippines
36. Bulbophyllum stenobulbon Parish & Rchb. f. 1916 Assam India, China, Thailand, Myanamar, Laos y Vietnam.
37. Bulbophyllum sulcatum (Blume) Lindl. 1830 Tailandia, Malaysia, Vietnam, Java, Lesser Sunda Islands y Sumatra.
38. Bulbophyllum sutepense (Rolfe ex Downie) Seidenf. & Smitinand 1961 Yunnan China, Vietnam, Tailandia y Laos.
39. Bulbophyllum tengchongense Z.H.Tsi 1989 southwestern Yunnan.
40. Bulbophyllum trichocephalum (Schltr.) T. Tang & F.T. Wang 1951 eastern Himalayas, Assam, Tailandia, China
41. Bulbophyllum triflorum (Breda) Blume 1828 Sumatra to western Java.
42. Bulbophyllum vaginatum [Lindley]Rchb.f 1864 Tailandia, Malaysia, Java y Borneo.